# Liste der Nummer-eins-Hits in den Hot 100 Airplay (2012)
Diese Liste enthält alle Nummer-eins-Hits in den Hot 100 Airplay Charts im Jahr 2012. Es handelt sich hierbei um die Charts mit den von den Radiostationen in den USA am häufigsten gespielten Musiktiteln, die vom US-amerikanischen Magazin Billboard veröffentlicht werden.
| Singles |
| --- |
| - Rihanna feat. Calvin Harris – We Found Love - 12 Wochen (3. Dezember 2011 – 24. Februar 2012) - Adele – Set Fire to the Rain - 6 Wochen (25. Februar – 6. April) - Kelly Clarkson – Stronger (What Doesn’t Kill You) - 2 Wochen (7. April – 20. April) - Fun. feat. Janelle Monáe – We Are Young - 6 Wochen (21. April – 1. Juni) - Gotye feat. Kimbra – Somebody That I Used to Know - 6 Wochen (2. Juni – 13. Juli) - Maroon 5 feat. Wiz Khalifa – Payphone - 6 Wochen (14. Juli – 24. August) - Ellie Goulding – Lights - 5 Wochen (25. August – 28. September) - Pink – Blow Me (One Last Kiss) - 3 Wochen (29. September – 19. Oktober) - Maroon 5 – One More Night - 8 Wochen (20. Oktober – 14. Dezember) - Rihanna – Diamonds - 3 Wochen (15. Dezember – 4. Januar) |